# Nodopelagia
Nodopelagia is een geslacht van weekdieren uit de klasse van de Gastropoda (slakken).

## Soort
- Nodopelagia brazieri (Angas, 1877)